# Callogobius crassus
Callogobius crassus är en fiskart som beskrevs av Mckinney och Lachner, 1984. Callogobius crassus ingår i släktet Callogobius och familjen smörbultsfiskar. Inga underarter finns listade.